# Université nationale autonome du Mexique au Canada
L’Université Nationale Autonome du Mexique au Canada (UNAM-Canada) est une extension de l’Université Nationale Autonome du Mexique (UNAM). Cette école est l’unique campus de l’UNAM au Canada.

## Histoire
L’Université Nationale Autonome du Mexique au Canada a ouvert ses portes le 30 juin 1995 à Hull, qui est aujourd’hui un secteur de Gatineau. 
La création d’un campus de l’UNAM au Canada est un résultat de la signature de l’ALENA, un accord économique signé en 1994 par les États-Unis, le Mexique et le Canada.
À l’origine, trois villes, soit Hull, Montréal et Toronto étaient en concurrence pour accueillir cette école. 
Yves Ducharme, maire de Hull à cette époque, a annoncé en février 1995 que l’UNAM avait choisi de s’établir à Hull. Cette dernière a finalement été sélectionnée pour son caractère de secteur « international » et grâce à ses infrastructures de recherche et d’éducation. 
Avant d’héberger l’école, le bâtiment abritait un bar appelé Le Lido. La création de cette université s’inscrit également dans une volonté de moderniser le quartier et d'en éradiquer la criminalité.
En 2017, l’UNAM-Canadá intègre de la « ligne rouge ». Mise en place par plusieurs organisations, dont la Ville de Gatineau, la « ligne rouge » est un chemin qui se promène entre les différentes zones culturelles du Vieux Hull. 
Depuis 2017, Alicia Mayer est directrice de l’UNAM-Canadá.

## Activités
En tant que représentant de l’UNAM, l’école propose différentes activités. 
L’UNAM-Canadá offre des cours de plusieurs langues (espagnol, français, anglais) pour tous les niveaux. Elle propose également des cours et des événements sur la culture et les traditions mexicaines et latino-américaines. Les activités sont ouvertes au public de la région .
Cette école est aussi un pôle d’échanges entre le Mexique et le Canada.